# Diamantina, Minas Gerais
Diamantina (portugalsko: [dʒiamɐ̃ˈtʃinɐ]) je brazilsko mesto in občina v zvezni državi Minas Gerais. Ocenjeno prebivalstvo je bilo leta 2020 47.825 na skupni površini 3870 km²2.
Arraial do Tijuco (kot se je najprej imenovala Diamantina) je bila zgrajena v kolonialnem obdobju v začetku 18. stoletja. Kot že ime pove, je bila Diamantina v 18. in 19. stoletju središče rudarjenja diamantov. Dobro ohranjen primer brazilske baročne arhitekture, je Diamantina na Unescovem seznamu svetovne dediščine.
Druga zgodovinska mesta v Minas Geraisu so Ouro Preto, São João del-Rei, Mariana, Tiradentes, Congonhas in Sabará.

## Statistična mikroregija
Diamantina je statistična mikroregija, ki vključuje naslednje občine: Diamantina, Datas, Felício dos Santos, Gouveia, Presidente Kubitschek, São Gonçalo do Rio Preto, Senador Modestino Gonçalves in Couto de Magalhães de Minas. Površina te regije je 7348 km² in je imela 80.063 prebivalcev leta 2006. Gostota prebivalstva (2000) je bila 11,2 prebivalca/km².

## Zgodovina

### Prazgodovina
Pred prihodom portugalskih naseljencev v 16. stoletju (prva poročila poročajo o ekspedicijah, ki so šle navzgor po rekah Jequitinhonha in São Francisco), so Diamantino, tako kot celotno regijo sedanje zvezne države Minas Gerais, zasedla domorodna ljudstva jezika Macro-Jê.

### Ustanovitev in raziskovanje diamantov
Diamantina je bila ustanovljena kot Arraial do Tejuco leta 1713 z izgradnjo kapele v čast zavetnika svetega Antona Padovanskega. Območje je močno raslo, ko so leta 1729 odkrili diamante. Konec 18. stoletja je bilo to tretje mesto z največ prebivalci v generalni kapitaniji Minas, za glavnim mestom Vila Rica, danes Ouro Preto, in s številom prebivalcev, podobnim tisti iz uspešnega São João del-Rei.
V 18. stoletju se je povečalo zaradi velike lokalne proizvodnje diamantov, ki jih je izkoriščala portugalska krona. Sprva je bil znan kot Arraial do Tejuco (ali Tijuco) (iz Tupi tyîuka, 'gnila voda'), Tejuco in Ybyty'ro'y (Tupi beseda pomeni 'hladna gora', na stičišču ybytyra ('gora') in ro'y ('hladno'). V 18. stoletju je bilo mesto znano po tem, da je dalo zatočišče Chici da Silva, osvobojeni sužnji, ki je bila žena najbogatejšega človeka v kolonialni Braziliji, João Fernandes de Oliveira.
Diamantina je predstavljala največje rudarjenje diamantov v zahodnem svetu v 18. stoletju in devet let portugalska krona ni vedela za odkritje diamantov v regiji, kar je storil guverner kapitanije leta 1729 nato D. Lourenço de Almeida.
Odgovor Portugalske je bil uvedba popolnega nadzora nad regijami z diamanti Minas Gerais. Leta 1734 je bila ustanovljena intenda Diamonds, katere režim je bil popolnoma nadzorujoč in avtoritaren.
Monopol portugalske krone nad nahajališči diamantov je trajal do leta 1845.

### Vključevanje, transformacija v zgodovinsko dediščino in novejšo zgodovino
Diamantina se je emancipirala iz občine Serro šele leta 1831 in spremenila svoje ime v Diamantina zaradi velike količine diamantov, najdenih v regiji. Zamuda je nastala zaradi potrebe po večjem lokalnem nadzoru s strani kolonialnih oblasti, saj je bilo sredi 18. stoletja prebivalstvo večje od prebivalstva Vila do Príncipe do Serro Frio, vodje regije. Življenje v Diamantini ob koncu 19. stoletja je prikazala Alice Brant v svoji knjigi Minha Vida de Menina, ki je postala mejnik v brazilski literaturi, potem ko jo je ponovno odkrila Elizabeth Bishop.
.
S prihodom Juscelina Kubitscheka v državno vlado in kasneje v predsedstvo republike je bilo v Diamantini narejenih veliko izboljšav, kot so ustanovitev Zvezne šole za zobozdravstvo v Diamantini, Hotel Tijuco, Državna šola Júlia Kubitschek in Športni trg Diamantina. Juscelino Kubitschek de Oliveira, odgovoren za ustanovitev nove prestolnice Brasília, predsednik Brazilije od 1956 do 1961; rojen leta 1902 je bil rojen v Diamantini.
Leta 1999 ga je Organizacija Združenih narodov za izobraževanje, znanost in kulturo povzdignila v kategorijo »dediščina človeštva«.

## Geografija
Diamantina leži 292 kilometrov skoraj neposredno severno od glavnega mesta Belo Horizonte, v goratem območju. Nadmorska višina občinskega sedeža je 1114 metrov. Reka Jequitinhonha, ena najpomembnejših brazilskih rek, teče vzhodno od občinskega sedeža. Diamantina je s prestolnico države povezana z zvezno cesto BR-259 prek Curvela. Letališče Diamantina ima redne lete v Belo Horizonte.
Občina obsega 16.999 hektarov velik državni park Biribiri, ustanovljen leta 1998, ki vsebuje zgodovinsko vas Biribiri. Varuje gorsko regijo cerrado. V parku je zapuščena vas, nekoč dom delavcev v tekstilni tovarni, ki je zdaj turistična atrakcija.
Sosednji občini sta: Olhos d'Água in Bocaiúva (N); Carbonita, Senador Modestino Gonçalves, São Gonçalo do Rio Preto in Couto de Magalhaes de Minas (E); Santo Antônio do Itambé, Datas, Serro in Monjolos (S); Augusto de Lima, Buenópolis in Engenheiro Navarro (Z).

### Podnebje
Prevladujoče podnebje je tropsko visoko nadmorsko višino (Cwb, po Köppen-Geigerjevi klasifikaciji podnebja), značilno za gorske regije, z dežjem v mesecih od oktobra do aprila. Medtem ko je letno povprečje približno 19°C. Poletja so mila in vroča, medtem ko so zime lahko precej mrzle, zlasti ponoči. Poleti (med decembrom in februarjem) se povprečne temperature gibljejo med 18°C in 26°C, kar je najbolj vroče obdobje v letu z veliko padavinami. Pozimi (med junijem in avgustom) se povprečne temperature gibljejo med 10 °C in 20 °C, pri čemer noči pogosto padejo pod 10 °C, z najnižjimi temperaturami blizu 0 °C v posebej hladnih nočeh.

### Površje
Diamantina, ki je na vrhu Serra do Espinhaço, najstarejše skalne formacije v Braziliji, je obdana s čudovitimi skalnimi formacijami. Predstavlja nepravilno planoto z malo ravninami, kar daje prednost nastanku lepih slapov in visoki vsebnosti rude.
Regija ima razgiban teren z nadmorsko višino, ki se giblje med 1000 in 1600 metri. V najvišjih legah so planote, globoke doline in strma pobočja, ki povečujejo topografsko pestrost gorske pokrajine.
Lokalne geološke formacije so bile bistvenega pomena tako za naravno lepoto pokrajine kot za gospodarstvo. Na terenu v regiji Diamantina prevladujejo skoraj izključno kvarcitne in filitne kamnine, ki opredeljujejo gorski relief, revna in prepustna tla, z vegetacijo, značilno za kamnita polja.
Na obsežnih poljih v regiji pridobivajo zimzeleno rastlino sempre-viva (Helichrysum bracteatum), ki jo uporabljajo v obrtnih cvetličnih aranžmajih. Plastičnost reliefa Diamantine je neposredna posledica geoloških tvorb, tektonskih dogodkov in vremenskih vplivov. Skale imajo različne značilnosti in poudarjajo lepoto gora, ki obkrožajo mesto.
Serra dos Cristais, ki uokvirja Diamantino, v mraku, ko sonce osvetli pobočje, prevzame izrazite barve in poudari rdečkast ton oksidiranega železa in belino najboljših kvarcitov. Trenutno ima občina v manjšem obsegu mineralno bogastvo, kot so diamanti, zlato in kristal, s čimer se utrjuje kot pomembno rudarsko središče.

### Biotska raznovrstnost
Domače rastlinstvo je drevesna ali zelnata caatinga. V regiji je tudi nekaj sledi cerrada, ki ga predstavljajo nizka in vijugasta drevesa. Glede na to, da je na nekaterih območjih velika količina vode v regiji.

## Gospodarske dejavnosti
Glavne gospodarske dejavnosti so turizem, storitve, mala industrija in kmetijstvo. BDP leta 2005 je znašal 184 milijonov R$, od tega 140 milijonov iz storitev, 23 milijonov iz industrije in 8 milijonov iz kmetijstva. Leta 2006 je bilo na podeželju 1248 pridelovalcev na 73.000 hektarih površin. Le 24 obratov je imelo traktorje. Bilo je 14.000 glav goveda.

## Znamenitosti
- Zgodovinski cente Diamantina – je izjemna turistična točka, ki obiskovalce očara s svojo bogato arhitekturno in kulturno dediščino. Ta kraj, ki ga zaznamujejo ozke kamnite ulice in ohranjene kolonialne hiše, vključuje zgodovinske znamenitosti, kot sta cerkev São Francisco de Assis in hiša Juscelina Kubitscheka. Zgodovinsko središče, ki ga je UNESCO priznal kot kulturno dediščino človeštva, ponuja potopitev v zgodovino cikla zlata in diamantov v Braziliji. Poleg zgodovinskih stavb je Diamantina znana po kulturnih tradicijah, kot so serenade in večernice, zaradi katerih je obisk nepozabno doživetje.
- Hiša Juscelina Kubitscheka (1902-1976) – stavba iz pletenine in gline, značilne tehnike iz 18. stoletja, ki stoji na ulici Rua São Francisco, kjer je JK preživel svoje otroštvo in mladost. Guverner in predsednik Brazilije med letoma 1956 in 1961, enega od zlatih obdobij države v 20. stoletju, je bil velik oboževalec serenad. Nekdanja rezidenca, ki je zdaj spremenjena v muzej, prikazuje nekaj kitar, na katere je igral z drugimi glasbeniki. Juscelino je mestu prinesel sodoben pridih, v skladu s sloganom svoje vlade 50 let v petih, tako da je arhitektu Oscarju Niemeyerju naročil načrtovanje hotela Tijuco v modernističnem slogu.
- Casa de Chica da Silva – Nekdanja osvobojena sužnja Chica da Silva je pridobila prodajalca diamantov Joãa Fernandesa, odgovornega za zadeve portugalske krone. Podaril ji je dvorec, v katerem je med letoma 1763 in 1771 živela Chica da Silva, ki je navdihnila številne legende, slavni film Chica da Silva v režiji Cacá Dieguesa (1976) in nadaljevanko Xica da Silva iz leta 1996 v produkciji Rede Globo, takrat zelo uspešno. V dvorcu je trenutno Nacionalni inštitut za zgodovinsko in umetniško dediščino (Iphan) in prikazuje zbirko slik, ki prikazujejo Chica da Silva.
- Metropolitanska stolnica v Diamantini – je sedež nadškofije Diamantina in je posvečena svetemu Antonu. Na mestu, kjer stoji, je stala stara Igreja Matriz de Santo Antônio, zgrajena v 18. stoletju. Z ustanovitvijo diamantinske škofije leta 1854 je bila župnijska cerkev povzdignjena v stolnico. Tempelj je bil deležen nekaj prenov, vendar so ga leta 1930 porušili. Na njenem mestu je bila zgrajena sedanja stolnica, katere delo je bilo dokončano leta 1940. Zasnovo sedanjega templja pripisujejo Joséju Wasthu Rodriguesu.